# Bembridge
Bembridge ist ein Ort im Osten der Isle of Wight. 

## Verschiedenes
Nach Bembridge ist die Bembridge-Limestone-Formation benannt.